# Max Hrelja
Max Hrelja (* 30. Januar 1998) ist ein schwedischer Hürdenläufer, der sich auf die 110-Meter-Distanz spezialisiert hat.

## Sportliche Laufbahn und Leben
Erste internationale Erfahrungen sammelte Max Hrelja im Jahr 2015, als er bei den Jugendweltmeisterschaften in Cali in 13,56 s den fünften Platz belegte. Im Jahr darauf erreichte er bei den U20-Weltmeisterschaften in Bydgoszcz das Halbfinale und schied dort mit 13,61 s aus und 2017 wurde er bei den U20-Europameisterschaften in Grosseto in 13,54 s Vierter. 2019 nahm er im 60-Meter-Hürdenlauf an den Halleneuropameisterschaften in Glasgow teil, schied dort aber mit 7,92 s in der ersten Runde aus. Anschließend belegte er bei den U23-Europameisterschaften in Gävle in 13,98 s den achten Platz und schied mit der schwedischen 4-mal-100-Meter-Staffel mit 40,39 s im Vorlauf aus. 2021 gelangte er dann bei den Halleneuropameisterschaften in Toruń das Halbfinale über 60 m Hürden und schied dort mit 7,83 s aus. Im Jahr darauf schied er bei den Europameisterschaften in München mit 13,80 s in der Vorrunde über 110 m Hürden aus.
2023 kam er bei den Halleneuropameisterschaften in Istanbul mit 7,84 s nicht über den Vorlauf über 60 m Hürden aus. Im Juni wurde er bei der 1. Liga der Team-Europameisterschaft im Rahmen der Europaspiele in Chorzów in 13,62 s Sechster über 110 m Hürden, ehe er im August bei den Weltmeisterschaften in Budapest mit 13,60 s im Halbfinale ausschied. Im Jahr darauf kam er bei den Europameisterschaften in Rom in der ersten Runde nicht ins Ziel.
In den Jahren von 2019 bis 2021 und 2023 wurde Hrelja schwedischer Meister im 110-Meter-Hürdenlauf im Freien sowie 2020, 2021 und 2023 Hallenmeister über 60 m Hürden.

## Persönliche Bestleistungen
- 110 m Hürden: 13,42 s (−0,9 m/s), 20. August 2023 in Budapest
  - 60 m Hürden (Halle): 7,70 s, 19. Februar 2023 in Malmö